# Chiasmoneura anthracina
Chiasmoneura anthracina är en tvåvingeart som beskrevs av de Meijere 1913. Chiasmoneura anthracina ingår i släktet Chiasmoneura och familjen platthornsmyggor. Inga underarter finns listade i Catalogue of Life.